# Billboard Music Awards 2017
Die Billboard Music Awards 2017 wurden am 21. Mai 2017 in der  T-Mobile Arena in Paradise, Nevada vergeben. Die Nominierungen wurden am 10. April 2017 verkündet. Teil der Veranstaltung wurden von ABC übertragen. Die Gewinner der nicht im Fernsehen vergebenen Awards wurden am gleichen Tag auf der Website Billboard.com veröffentlicht. Die Veranstaltung wurde von Ludacris und  Vanessa Hudgens moderiert. Die meisten Awards gewann Drake mit 13. Zusammen mit The Chainsmokers war er 22-mal nominiert.

## Performances
| Künstler                                        | Lieder                                                 | Angekündigt von            |
| ----------------------------------------------- | ------------------------------------------------------ | -------------------------- |
| Nicki Minaj Lil Wayne David Guetta Jason Derulo | No Frauds Light My Body Up Swalla Regret in Your Tears | Ludacris Vanessa Hudgens   |
| Camila Cabello                                  | I Have Questions Crying in the Club                    | G-Eazy Ashley Tisdale      |
| The Chainsmokers                                | Young                                                  | Rita Ora                   |
| Julia Michaels                                  | Issues                                                 | Bebe Rexha DJ Khaled       |
| Ed Sheeran                                      | Castle on the Hill (Video aus Chile)                   | Mark Cuban Sara Foster     |
| Miley Cyrus                                     | Malibu                                                 | Billy Ray Cyrus Noah Cyrus |
| Lorde                                           | Green Light                                            | Hailee Steinfeld           |
| Sam Hunt                                        | Body Like a Back Road                                  | Vanessa Hudgens            |
| Celine Dion                                     | My Heart Will Go On                                    | Lea Michele                |
| Imagine Dragons                                 | Believer                                               | Ludacris Vanessa Hudgens   |
| Drake                                           | Gyalchester (Video aus Bellagio)                       |                            |
| Halsey                                          | Now or Never                                           |                            |
| Florida Georgia Line John Legend                | Surefire H.O.L.Y.                                      | Olivia Munn                |
| Cher                                            | Believer If I Could Turn Back Time                     | Gwen Stefani               |
| Bruno Mars                                      | Versace on the Floor (Video aus Amsterdam)             | Ludacris Vanessa Hudgens   |

## Präsentatoren
- Ed Helms und Kevin Hart vergaben Top Collaboration
- Kate Beckinsale vergaben Top Male Artist
- Rachel Lindsay und Savvy Shields vergaben Top Country Song
- Josh Duhamel vergab Top Billboard 200 Album
- Alexandra Daddario und Ansel Elgort vergaben Top Hot 100 Song
- Sean Diddy Combs und CJ Wallace ehrten B.I.G.
- Lindsey Stirling und Logan Paul vergaben  Top Social Artist
- Nicole Scherzinger and Jussie Smollett vergaben Top Country Artist
- Rachel Platten und Chris Daughtry vergaben Billboard Chart Achievement Award
- Dan Reynolds ehrte Chris Cornell
- Gwen Stefani vergab den Icon Award an Cher
- Prince Michael Jackson vergab Top Artist

## Gewinner und Nominierte
Die Gewinner sind vorangestellt und fett.
| Top Artist | Top New Artist |
| --- | --- |
| - Drake - Adele - Beyoncé - Justin Bieber - The Chainsmokers - Ariana Grande - Shawn Mendes - Rihanna - Twenty One Pilots - The Weeknd | - Zayn - Alessia Cara - Desiigner - Lil Uzi Vert - Lukas Graham |
| Top Female Artist | Top Male Artist |
| - Beyoncé - Adele - Ariana Grande - Rihanna - Sia | - Drake - Justin Bieber - Future - Shawn Mendes - The Weeknd |
| Top Duo/Group | Billboard Chart Achievement (Fanvotum) |
| - Twenty One Pilots - The Chainsmokers - Coldplay - Florida Georgia Line - Guns n’ Roses | - Twenty One Pilots - Luke Bryan - Nicki Minaj - The Chainsmokers - The Weeknd |
| Top Billboard 200 Artist | Top Billboard 200 Album |
| - Drake - Beyoncé - Prince - Twenty One Pilots - The Weeknd | - Views – Drake - Anti – Rihanna - Blurryface – Twenty One Pilots - Lemonade – Beyoncé - Starboy – The Weeknd |
| Top Hot 100 Artist | Top Hot 100 Song |
| - Drake - The Chainsmokers - Rihanna - Twenty One Pilots - The Weeknd | - Closer – The Chainsmokers featuring Halsey - Can't Stop the Feeling! – Justin Timberlake - Don't Let Me Down – The Chainsmokers featuring Daya - Heathens – Twenty One Pilots - One Dance – Drake featuring Wizkid and Kyla                                                                   |
| Top Song Sales Artist | Top Selling Song |
| - Drake - The Chainsmokers - Prince - Justin Timberlake - Twenty One Pilots | - Can't Stop the Feeling! – Justin Timberlake - Closer – The Chainsmokers featuring Halsey - Don't Let Me Down – The Chainsmokers featuring Daya - Heathens – Twenty One Pilots - One Dance – Drake featuring Wizkid and Kyla                                                                   |
| Top Radio Songs Artist | Top Radio Song |
| - Twenty One Pilots - Justin Bieber - The Chainsmokers - Drake - Rihanna | - Can't Stop the Feeling! – Justin Timberlake - Cheap Thrills – Sia featuring Sean Paul - Closer – The Chainsmokers featuring Halsey - Don't Let Me Down – The Chainsmokers featuring Daya - One Dance – Drake featuring Wizkid and Kyla                                                        |
| Top Collaboration | Top Streaming Artist |
| - The Chainsmokers featuring Halsey – Closer - The Chainsmokers featuring Daya – Don’t Let Me Down - Drake featuring WizKid & Kyla – One Dance - Sia featuring Sean Paul – Cheap Thrills - The Weeknd featuring Daft Punk – Starboy                                           | - Drake - The Chainsmokers - Desiigner - Rihanna - Twenty One Pilots |
| Top Streaming Song (Audio) | Top Streaming Song (Video) |
| - One Dance – Drake featuring Wizkid and Kyla - Broccoli – DRAM featuring Lil Yachty - Closer – The Chainsmokers featuring Halsey - Needed Me – Rihanna - Starboy – The Weeknd featuring Daft Punk                                                                            | - Desiigner, Panda - The Chainsmokers featuring Halsey, Closer - Zay Hilfigerrr & Zayion McCall, Juju on That Beat (TZ Anthem) - Rae Sremmurd featuring Gucci Mane, Black Beatles - Twenty One Pilots, Heathens                                                                                 |
| Top Touring Artist | Top Social Artist (Fanvotum) |
| - Beyoncé - Justin Bieber - Coldplay - Guns n’ Roses - Bruce Springsteen & the E-Street Band | - BTS - Justin Bieber - Ariana Grande - Shawn Mendes - Selena Gomez |
| Top Christian Artist | Top Christian Song |
| - Lauren Daigle - Hillsong Worship - Hillary Scott & the Family - Skillet - Chris Tomlin | - Thy Will – Hillary Scott & the Family - Trust In You – Lauren Daigle - Feel Invincible – Skillet - Eye of the Storm – Ryan Stevenson featuring GabeReal - Chain Breaker – Zach Williams |
| Top Christian Album | Top Gospel Artist |
| - How Can It Be – Lauren Daigle - Hymns That Are Important to Us – Joey + Rory - Love Remains – Hillary Scott & the Family - The Very Next Thing – Casting Crowns - Unleashed – Skillet                                                                                       | - Kirk Franklin - Jekalyn Carr - Travis Green - Tamela Mann - Hezekiah Walker |
| Top Gospel Song | Top Gospel Album |
| - Made a Way – Travis Greene - You're Bigger – Jekalyn Carr - Put a Praise On It – Tasha Cobbs featuring Kierra Sheard - Wanna Be Happy? – Kirk Franklin - Better – Hezekiah Walker                                                                                           | - One Way – Tamela Mann - Better: Azusa – The Next Generation 2 – Hezekiah Walker - Losing My Religion – Kirk Franklin - The Hill – Travis Greene - One Place Live – Tasha Cobbs |
| Top Country Artist | Top Country Song |
| - Blake Shelton - Florida Georgia Line - Keith Urban - Chris Stapleton - Jason Aldean | - Florida Georgia Line, H.O.L.Y. - Kenny Chesney featuring Pink, Setting the World on Fire - Florida Georgia Line featuring Tim McGraw, May We All - Little Big Town, Better Man - Keith Urban, Blue Ain't Your Color                                                                           |
| Top Country Album | Top Country Collaboration |
| - Traveller – Chris Stapleton - Dig Your Roots – Florida Georgia Line - If I'm Honest – Blake Shelton - Ripcord – Keith Urban - They Don't Know – Jason Aldean | - Kenny Chesney featuring Pink – Setting the World on Fire - Dierks Bentley featuring Elle King – Different for Girls - Eric Church featuring Rhiannon Giddens – Kill a Word - Florida Georgia Line featuring Tim McGraw – May We All - Chris Young featuring Vince Gill – Sober Saturday Night |
| Top Country Tour | Top Dance/Electronic Artist |
| - Kenny Chesney - Luke Bryan - Dixie Chicks | - The Chainsmokers - Calvin Harris - Major Lazer - DJ Snake - Lindsey Stirling |
| Top Dance/Electronic Song | Top Dance/Electronic Album |
| - Closer – The Chainsmokers featuring Halsey - Don’t Let Me Down – The Chainsmokers featuring Daya - This Is What You Came For – Calvin Harris featuring Rihanna - Cold Water – Major Lazer featuring Justin Bieber & MØ - Let Me Love You – DJ Snake featuring Justin Bieber | - Brave Enough – Lindsey Stirling - Bouquet – The Chainsmokers - Collage – The Chainsmokers - Skin – Flume - Cloud Nine – Kygo |
| Top Latin Artist | Top Latin Song |
| - Juan Gabriel - J Balvin - Los Plebes del Rancho de Ariel Camacho - Maluma - Nicky Jam | - Nicky Jam, Hasta el Amanecer - Daddy Yankee, Shaky Shaky - Enrique Iglesias featuring Wisin, Duele el corazón - Shakira featuring Maluma, Chantaje - Carlos Vives & Shakira, “La Bicicleta”                                                                                                   |
| Top Latin Album | Top R&B Artist |
| - Los Dúo, Vol. 2 – Juan Gabriel - Energia – J Balvin - Primera Cita – CNCO - Vestido de Etiqueta por Eduardo Magallanes – Juan Gabriel - Recuerden Mi Estilo – Los Plebes del Rancho de Ariel Camacho                                                                        | - Beyoncé - Bruno Mars - Frank Ocean - Rihanna - The Weeknd |
| Top R&B Song | Top R&B Album |
| - Drake featuring WizKid & Kyla, One Dance - Bruno Mars, 24K Magic - Rihanna, Needed Me - Rihanna featuring Drake, Work - The Weeknd featuring Daft Punk, Starboy | - Lemonade – Beyoncé - Anti – Rihanna - Blonde – Frank Ocean - Starboy – The Weeknd - 24K Magic – Bruno Mars |
| Top R&B Collaboration | Top R&B Tour |
| - Drake featuring WizKid & Kyla (One Dance) - PARTYNEXTDOOR featuring Drake – Come and See Me - Rihanna featuring Drake – Work - The Weeknd featuring Daft Punk – I Feel It Coming - The Weeknd featuring Daft Punk – Starboy                                                 | - Beyoncé - Lionel Richie - Rihanna |
| Top Rap Artist | Top Rap Song |
| - Drake - J. Cole - Desiigner - Future - Rae Sremmurd | - Desiigner, Panda - Drake, Fake Love - DRAM featuring Lil Yachty, Broccoli - Migos featuring Lil Uzi Vert, Bad and Boujee - Rae Sremmurd featuring Gucci Mane, Black Beatles |
| Top Rap Album | Top Rap Collaboration |
| - Views – Drake - 4 Your Eyez Only – J. Cole - Islah – Kevin Gates - Major Key – DJ Khaled - We Got It from Here... Thank You 4 Your Service – A Tribe Called Quest | - Rae Sremmurd featuring Gucci Mane – Black Beatles - DRAM featuring Lil Yachty – Broccoli - Zay Hilfigerrr & Zayion McCall – Juju on That Beat (TZ Anthem) - Machine Gun Kelly & Camila Cabello – Bad Things - Migos featuring Lil Uzi Vert – Bad and Boujee                                   |
| Top Rap Tour | Top Rock Artist |
| - Drake - Future - Kanye West | - Twenty One Pilots - Coldplay - The Lumineers - Metallica - X Ambassadors |
| Top Rock Song | Top Rock Album |
| - Twenty One Pilots, Heathens - Lil Wayne, Wiz Khalifa & Imagine Dragons with Logic & Ty Dolla $ign featuring X Ambassadors, Sucker for Pain - Twenty One Pilots, Ride - Twenty One Pilots, Stressed Out - X Ambassadors, Unsteady                                            | - Hardwired... to Self-Destruct – Metallica - A Moon Shaped Pool – Radiohead - Blurryface – Twenty One Pilots - Cleopatra – The Lumineers - The Getaway – Red Hot Chili Peppers |
| Top Rock Tour | Top Soundtrack/Cast Album |
| - Coldplay - Guns n’ Roses - Bruce Springsteen & the E-Street Band | - Hamilton: An American Musical - Moana - Purple Rain - Suicide Squad: The Album - Trolls |
| Icon Award | |
| Cher | |

### Künstler mit mehreren Nominierungen und Awards
| Nominierungen | Künstler                               |
| ------------- | -------------------------------------- |
| 22            | Drake                                  |
| 22            | The Chainsmokers                       |
| 17            | Twenty One Pilots                      |
| 14            | Rihanna                                |
| 13            | The Weeknd                             |
| 8             | Beyoncé                                |
| 7             | Justin Bieber                          |
| 7             | Halsey                                 |
| 7             | Kyla                                   |
| 7             | WizKid                                 |
| 6             | Florida Georgia Line                   |
| 5             | Daft Punk                              |
| 5             | Daya                                   |
| 5             | Desiigner                              |
| 4             | Coldplay                               |
| 4             | Rae Sremmurd                           |
| 4             | Justin Timberlake                      |
| 3             | Kenny Chesney                          |
| 3             | Lauren Daigle                          |
| 3             | D.R.A.M.                               |
| 3             | Kirk Franklin                          |
| 3             | Future                                 |
| 3             | Juan Gabriel                           |
| 3             | Ariana Grande                          |
| 3             | Travis Greene                          |
| 3             | Gucci Mane                             |
| 3             | Guns n’ Roses                          |
| 3             | Lil Uzi Vert                           |
| 3             | Lil Yachty                             |
| 3             | Bruno Mars                             |
| 3             | Shawn Mendes                           |
| 3             | Hillary Scott & the Family             |
| 3             | Sia                                    |
| 3             | Keith Urban                            |
| 3             | Hezekiah Walker                        |
| 3             | X Ambassadors                          |
| 2             | Adele                                  |
| 2             | Jason Aldean                           |
| 2             | Luke Bryan                             |
| 2             | Jekalyn Carr                           |
| 2             | Tasha Cobbs                            |
| 2             | J.Cole                                 |
| 2             | Calvin Harris                          |
| 2             | Zay Hilfigerrr                         |
| 2             | J Balvin                               |
| 2             | Los Plebes del Rancho de Ariel Camacho |
| 2             | The Lumineers                          |
| 2             | Major Lazer                            |
| 2             | Maluma                                 |
| 2             | Tamela Mann                            |
| 2             | Zayion McCall                          |
| 2             | Tim McGraw                             |
| 2             | Metallica                              |
| 2             | Migos                                  |
| 2             | Nicky Jam                              |
| 2             | Frank Ocean                            |
| 2             | Sean Paul                              |
| 2             | Pink                                   |
| 2             | Prince                                 |
| 2             | Shakira                                |
| 2             | Blake Shelton                          |
| 2             | Skillet                                |
| 2             | DJ Snake                               |
| 2             | Bruce Springsteen & the E-Street Band  |
| 2             | Chris Stapleton                        |
| 2             | Lindsey Stirling                       |

| Awards | Künstler          |
| ------ | ----------------- |
| 13     | Drake             |
| 5      | Beyoncé           |
| 5      | Twenty One Pilots |
| 4      | The Chainsmokers  |
| 3      | Halsey            |
| 3      | Kyla              |
| 3      | WizKid            |
| 2      | Kenny Chesney     |
| 2      | Lauren Daigle     |
| 2      | Desiigner         |
| 2      | Juan Gabriel      |
| 2      | Justin Timberlake |